# Luc Wauters
Luc Victor baron Wauters (Hoboken, 30 maart 1926 - Wuustwezel, 9 oktober 2020) was een Belgisch bankier en bestuurder.

## Levensloop
Luc Wauters studeerde financiën aan de Ufsia in Antwerpen (1947) en economie aan de Katholieke Universiteit Leuven (1948). In 1949 behaalde hij een doctoraat in de wijsbegeerte aan de KU Leuven. In 1951 behaalde hij een bijkomend diploma aan de Columbia-universiteit in New York.
Hij begon zijn carrière bij de Kredietbank in 1953. In 1963 werd hij lid van het directiecomité en in 1966 voorzitter van het directiecomité van de bank. In 1978 werd hij voorzitter van Almanij, de holding waartoe de Kredietbank behoorde. In 1991 werd hij in deze functie door Jan Huyghebaert opgevolgd.
Van 1981 tot 1991 was Wauters tevens voorzitter van het farmaceutisch bedrijf Janssen Pharmaceutica in navolging van Frans Van den Bergh. Hij werd als voorzitter opgevolgd door Bob Stouthuysen. Hij was ook voorzitter van Kredietbank Luxemburg, lid van de raden van bestuur van oliebedrijf Petrofina en chemiebedrijf Bayer en voorzitter van de International Monetary Conference in Washington. Hij was ook:
- lid van de raad van bestuur van het Nationaal Fonds voor Wetenschappelijk Onderzoek
- lid van de raad van bestuur van de Belgian American Educational Foundation
- voorzitter van de raad van toezicht van de Universiteit Antwerpen
- voorzitter van de Royal Anglo-Belgian Club
- lid van de beheerraad van de Koninklijke Schenking

Hij was gehuwd met Luce Verellen (1927-2008). Ze hadden zes kinderen, waaronder Dirk Wauters, gedelegeerd bestuurder van de Vlaamse Radio- en Televisieomroeporganisatie.
Wauters was commandeur in de Leopoldsorde en werd in 1991 in de erfelijke adel opgenomen met de persoonlijke titel baron.